# Christinus
Christinus — рід геконоподібних ящірок родини геконових (Gekkonidae). Представники цього роду є ендеміками Австралії.

## Види
Рід Christinus нараховує 3 види:
- Christinus alexanderi (Storr, 1987)
- Christinus guentheri (Boulenger, 1885)
- Christinus marmoratus (Gray, 1845)